# Морейская колонна
Море́йская коло́нна — памятник в Екатерининском парке Царского Села, воздвигнутый в честь побед русских войск на полуострове Морея (Пелопоннес) в 1770 году во время Первой Архипелагской экспедиции русского флота в ходе Русско-турецкой войны 1768—1774 годов. Монумент выполнен в стиле классицизма и представляет собой ростральную колонну из мрамора. Он был сооружён по проекту итальянского архитектора Антонио Ринальди в 1771 году.
Морейская колонна — один из целого ряда воинских мемориалов, появившихся в Царском Селе в 1770-х годах и связанных с русско-турецкой войной 1768—1774 годов. Она является объектом культурного наследия России федерального значения в категории памятников градостроительства и архитектуры.

## История
В начале 1770 года в ходе своей Архипелагской экспедиции в Средиземное море, в период Русско-турецкой войны 1768—1774 годов, русский флот достиг полуострова Морея (Пелопоннес) и высадил войска на его берега. Греческое население полуострова (прежде всего, маниоты, жители местности Мани) выступило против господства Османской империи в союзе с русскими отрядами, началось Пелопоннесское восстание, во время которого в феврале—апреле 1770 года объединённые сухопутные силы, в том числе два так называемых Спартанских легиона, при содействии флота, нанесли туркам целый ряд поражений. В 1771 году в честь этих побед в Екатерининском парке Царского Села по воле Екатерины II была поставлена Морейская колонна.

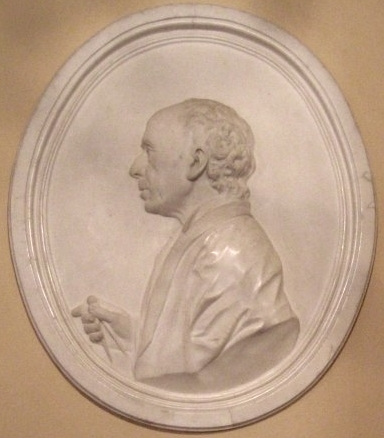
А. Ринальди. Барельеф Ф. И. Шубина в Проходной Ринальди Большого Гатчинского дворца

В качестве автора проекта памятника исследователями с высокой степенью уверенности называется итальянский архитектор Антонио Ринальди. Основным аргументом в пользу такого предположения является тождество Морейской колонны с другими мемориалами Царского Села, сооружёнными по проектам Ринальди. Кагульский обелиск с Морейской колонной сближает единый стиль, изящество форм, одинаковая трактовка стилобата и цоколя, а также однородность использованного материала. Единый композиционный строй (что, в частности, выражается в использовании колонн римско-дорического ордера) характерен для всех трёх царскосельских мемориальных колонн — Чесменской, Крымской и Морейской, что позволяет назвать автора первой из них вероятным автором и двух других.
Морейская колонна представляет собой тип ростральной колонны, как и Чесменская. Использование при декорировке такого архитектурного элемента как ростры (носовые оконечности корабля) было во многом новаторством А. Ринальди, так как, например, среди зарубежных памятников проектов ростральных колонн в начале 1770-х годов не было (несколько таких проектов появляется во Франции в 1780—1790-х годах). Впрочем, существует также мнение, что идея Морейской колонны могла быть заимствована из английской архитектуры. Колонна в честь побед в Морее даже называется первым примером ростральной колонны в русской архитектуре.
Колонна была изготовлена в Конторе строения Исаакиевского собора и установлена 4 октября 1771 года (И. Ф. Яковкин ошибочно называет 1782 год). Работами по установке руководил архитектор В. И. Неелов. Колонна стала первым воинским мемориалом в Екатерининском парке.
В 1770-х годах в Царском Селе появилась целая группа мемориальных сооружений, связанных с событиями русско-турецкой войны 1768—1774 годов. Многие из них были созданы по проектам Антонио Ринальди. Наряду с Морейской колонной, это уже упомянутые Чесменская колонна (в честь победы русского флота над турецким в Чесменском сражении), Кагульский обелиск (в память о победе в сражении при Кагуле), Крымская колонна (посвящена покорению Крыма в годы войны и последующему присоединению полуострова к Российской империи), Башня-руина архитектора Ю. М. Фельтена как символ поражения Османской империи, Красный (Турецкий) каскад В. И. Неелова и инженера И. К. Герарда на Верхних прудах и Турецкий киоск (не сохранившийся павильон на острове посреди Верхних прудов, авторства И. В. Неелова, появление которого в Екатерининском парке связывалось с дипломатической деятельностью в Турции князя Н. В. Репнина).
Советский искусствовед А. Н. Петров объединял все эти парковые сооружения в особый «Турецкий комплекс» объектов. Екатерина II писала в письме Вольтеру в августе 1771 года: «Когда война сия (турецкая) продолжится, то Царскосельский мой сад будет походить на игрушечку — после каждого славного воинского деяния воздвигается в нём приличный памятник». Среди этих памятников императрица упомянула и тот, который «ознаменовал» высадку в Морее.

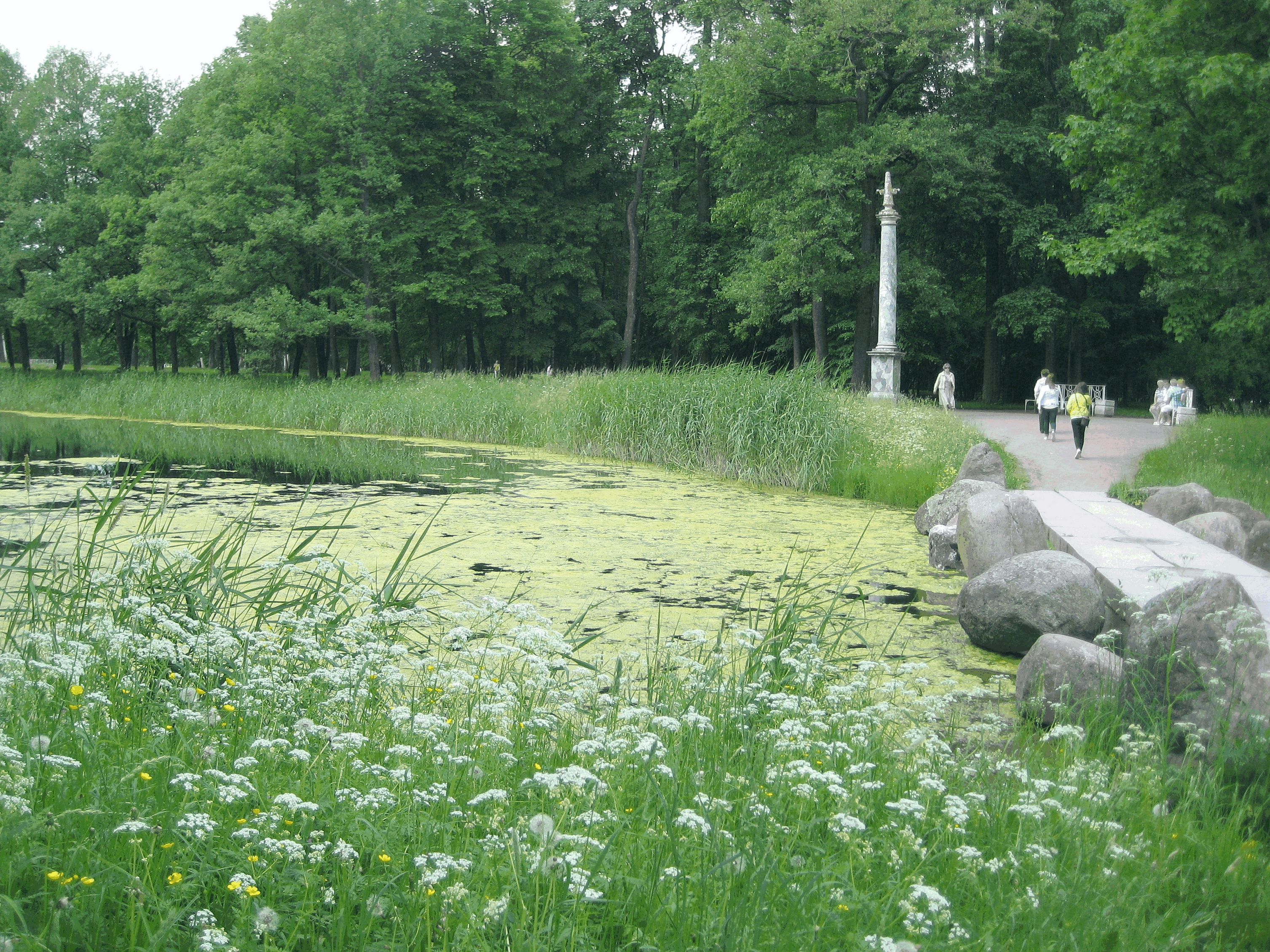
Морейская колонна и Чёртов мост

Монумент был поставлен в регулярной части Екатерининского парка, в так называемом Старом саду. В 1777 году напротив колонны на ручье Вангазя инженером И. К. Герардом был устроен каскад. На ручье было образовано несколько прудов, разделённых плотинами, которые получили название Нижних прудов. Три из них стали границей Старого сада. Рядом с Морейской колонной была создана плотина-каскад между первым и вторым Нижними прудами, названная Чёртовым мостом. Это пешеходный мостик на другой берег, украшенный обломками скал для придания ему вида естественной преграды. Берег первого Нижнего пруда плавно понижается к тому месту, где расположен мост, колонна стоит чуть выше моста, и в результате создаётся иллюзия выдающегося вперёд полуострова, что, возможно, было сделано как отсылка к полуострову Морея.
Первоначально на колонне была укреплена бронзовая доска с памятной надписью, однако со временем она была утрачена, и, по данным начала XX века, её заменила медная доска. После окончания Великой Отечественной войны Морейская колонна, вместе с Кагульским обелиском, была отреставрирована одной из первых среди объектов Екатерининского парка — уже в 1949 году, к 150-летию со дня рождения А. С. Пушкина. В 2001 году постановлением Правительства Российской Федерации памятник внесён в перечень объектов исторического и культурного наследия федерального значения.
Морейская колонна также носит название Малой Ростральной колонны, чтобы отличать её от Большой Ростральной — Чесменской. Стилизованные носы кораблей — ростры — должны показывать, что победы, которым посвящён монумент, были одержаны при помощи флота. Таким образом, колонна считается одним из «флотских» памятников Санкт-Петербурга. У Морейской колонны иногда проходят памятные мероприятия, связанные с историей русского флота. Например, 27 ноября 1995 года здесь прошёл торжественный митинг в ознаменование 290-летия морской пехоты России, в котором приняли участие курсанты Санкт-Петербургского высшего общевойскового командного дважды Краснознамённого училища имени С. М. Кирова. В феврале 2020 года в связи с 250-летием морейских побед в рамках 50-й ассамблеи Санкт-Петербургского Морского собрания, прошедшей в Большом зале Екатерининского дворца и приуроченной к 110-й годовщине создания этой организации и 25-летнему юбилею её возрождения, к Морейской колонне был возложен венок.

## Описание

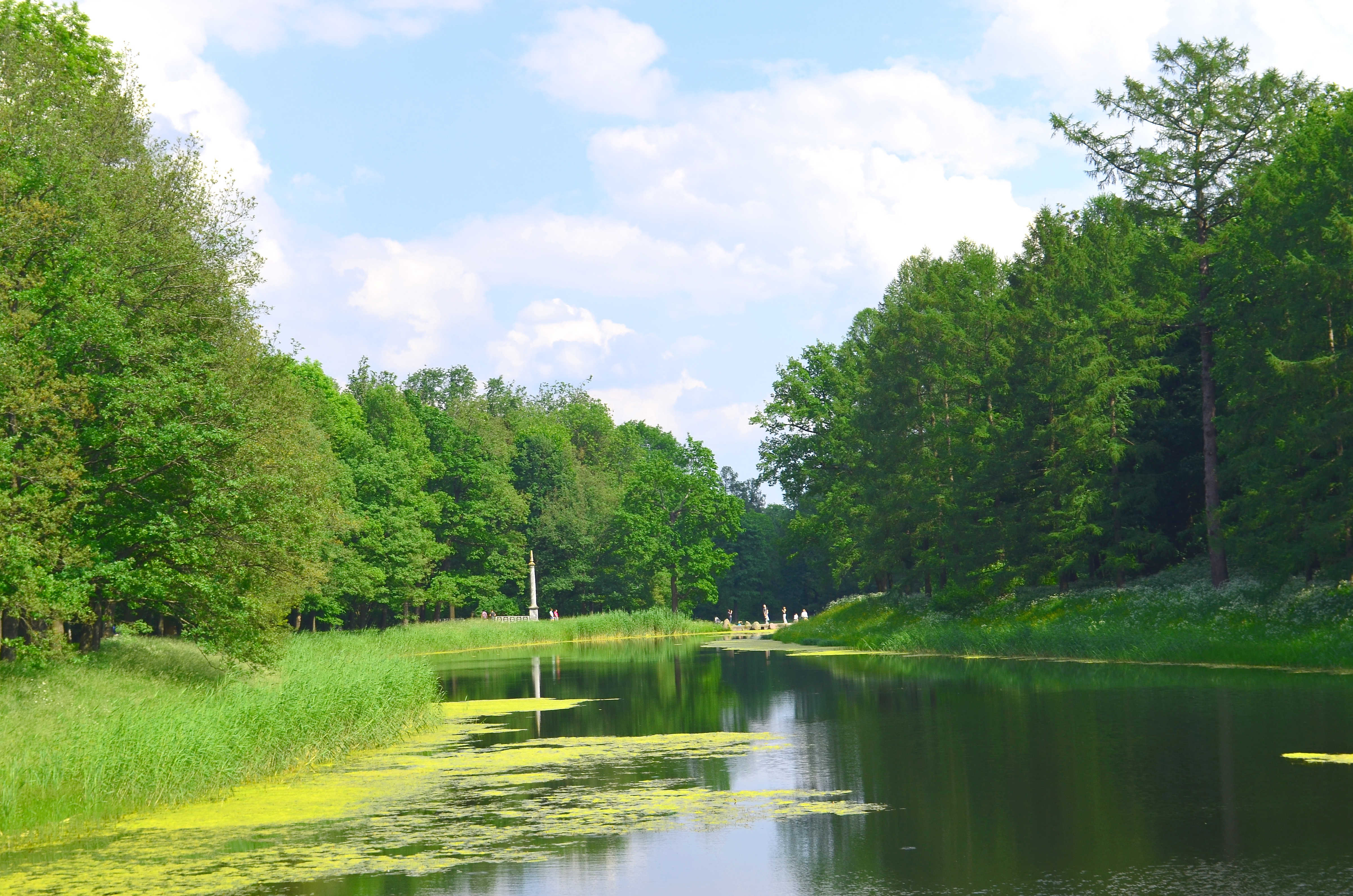
Вид на Морейскую колонну с плотины между первым Нижним и Большим прудами

Памятник стоит на пересечении трёх аллей регулярной части Екатерининского парка, замыкая их перспективу. Одна из них идёт от лестницы Камероновой галереи, мимо павильона «Грот», вторая, под углом в 45° по отношению к первой, — от Эрмитажа, третья, проложенная под углом в 45° по отношению ко второй, — от границы парка, проходящей по Садовой улице, являясь в плане визуальной перспективы продолжением Конюшенной улицы города Пушкина.
Колонна хорошо видна с разных мест Екатерининского парка. Она просматривается на фоне деревьев Старого сада с дорожек, идущих вдоль каскадных Нижних прудов по южному их берегу, по направлению к Адмиралтейству, а также с находящейся здесь так называемой Трифоновой горы. С плотины между первым Нижним и Большим прудами видны обе царскосельские ростральные колонны — Морейская и Чесменская. По мнению советского искусствоведа Д. А. Кючарианц, специалиста по творчеству А. Ринальди, эти монументы могут считаться визуальной парой, как и созданные тем же Ринальди Кагульский обелиск и памятник А. Д. Ланскому. Морейскую колонну с Чесменской объединяет похожая композиция, использование ростров в качестве главного элемента декора и выбор места расположения — рядом с водоёмом, что обусловлено смысловым содержанием обоих мемориалов (в этом отношении ещё одним объектом для сравнения является Чесменский обелиск в Гатчине, тоже творение Ринальди, так же поставленный на берегу озера).
Стилистически Морейская колонна относится к числу памятников классицизма. Её высота составляет 7 м. Она установлена на невысоком двухступенчатом стилобате серого с прожилками мрамора, который выглядит как небольшая квадратная площадка. Цоколь красного (тёмно-розового) гранита, тоже квадратный в плане, вместе со стилобатом, отличающимся по цвету и фактуре от других мраморов памятника, обеспечивает более насыщенную цветовую гамму в нижней части монумента, что в целом характерно для произведений Антонио Ринальди. На пьедестале с западной стороны укреплена бронзовая либо медная доска с надписью:
«1770 года, Февраля 17 дня, Графъ Өедоръ Орлов съ двумя Россiйскими военными кораблями приплывъ къ полуострову Мореѣ въ Средиземномъ морѣ у порта Витулiо, сухопутныя войска высадилъ на берегъ и пошелъ самъ къ Модону, по соединенiи съ Христiанами тоя земли. Капитанъ Барковъ со Спартанскимъ восточнымъ легioномъ взялъ Пассаву, Бердони и Спарту; Капитанъ же Князь Долгорукiй со Спартанскимъ западнымъ легiономъ покорилъ Каламату, Леоктари и Аркадiю; крѣпость Наваринская сдалась Бригадиру Ганнибалу. Войскъ Россiйскихъ было числомъ шесть сотъ человѣкъ, кои не спрашивали, многочисленъ ли неприятель, но где онъ; въ плѣнъ Турковъ взято шесть тысячь».

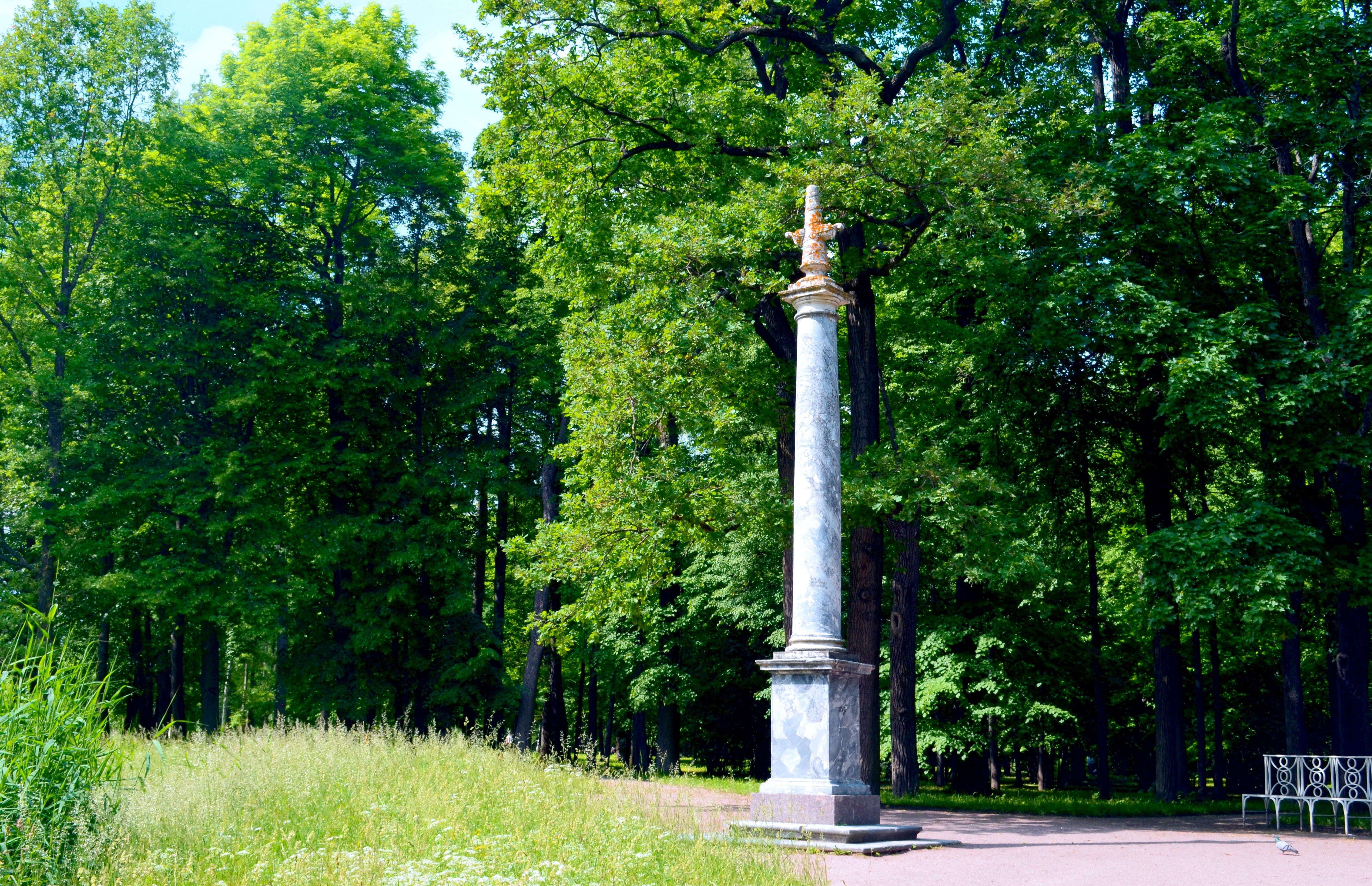
Морейская колонна

Сам постамент представляет собой четырёхгранник, квадратный в плане, со стороной в виде прямоугольника, имеющий в верхней части профилированный карниз. Он выполнен из серого с белыми прожилками (или белого) мрамора, по одним данным — так называемого «сибирского» (то есть, добытого на Урале), по другим — олонецкого. Екатерина II писала Вольтеру о материалах, из которых изготавливались царскосельские мемориалы: «Всё это сделано из прекраснейших мраморов, которым даже итальянцы удивляются. Они достаются с берегов Ладожского озера и из сибирского города Екатеринбурга. Вот какое употребление мы из них делаем!».
На пьедестале установлена колонна римско-дорического либо тосканского ордера. Плинт и база колонны, а также её капитель сделаны из белого каррарского мрамора. Отшлифованный фуст колонны вытесан из того же материала, что и постамент, — из серого с прожилками (синего или серо-голубого с белыми прожилками) сибирского либо олонецкого мрамора (у С. Н. Вильчковского пьедестал и ствол колонны выполнены из мраморов разного происхождения, первый — из камня, добытого в Сибири, второй — из камня, добытого в Олонецкой губернии). Благодаря тому, что база и капитель имеют профилировки, не возникает колористического диссонанса между ними и фустом, обеспечивается гармоничный переход от пьедестала к стволу колонны. Наконец, венчает монумент небольшой конусообразный обелиск, изготовленный из розового тивдийского (другое название — белогорского) мрамора. Он украшен двумя декоративными рострами, которые придают памятнику узнаваемый силуэт, и рельефом в виде вьющейся ленты.